# Карел Хавличек Боровски
Карел Хавличек Боровски (Karel Havlíček Borovský) (1821 – 1856) е чешки политически деец, журналист, писател-сатирик и литературен критик.
Смятан е за основател на литературната критика, причисляван е към второто поколение чешки народни будители. Борец е срещу австрийския абсолютизъм и клерикализъм.
Най-известното му произведение с публицистични статии е „Кутнохорски послания“ (1851). Най-известните му епиграми и политически сатири са „Тиролски елегии“ (1852). Най-известната му поема е „Кръщението на св. Владимир“ (1854).
Град Хавличкув Брод на р. Сазава е наименуван в чест на поета през 1945 г.